# Paroedura tanjaka
Paroedura tanjaka — вид геконоподібних ящірок родини геконових (Gekkonidae). Ендемік Мадагаскару.

## Поширення і екологія
Paroedura tanjaka мешкають у районах Наморока і Бемараха на заході острова Мадагаскар. Вони живуть у сухих тропічних лісах, що ростуть серед карстових скель. Зустрічаються на висоті від 100 до 300 м над рівнем моря.

## Збереження
МСОП класифікує цей вид як такий, що перебуває під загрозою зникнення. Paroedura tanjaka загрожує знищення природного середовища.